# Nederlandse Gereformeerde Kerken
De Nederlandse Gereformeerde Kerken (NGK) vormen een gereformeerd kerkgenootschap dat op 1 mei 2023 tot stand kwam door de fusie tussen de Gereformeerde Kerken vrijgemaakt (uit 1944) en Nederlands Gereformeerde Kerken (uit 1967). Om verwarring met de eerder gebruikte naam te voorkomen wordt ook gebruik gemaakt van de afkorting NeGK.

## Geschiedenis
De Gereformeerde Kerken vrijgemaakt
In 1944 scheidde ongeveer tien procent van het ledental van de Gereformeerde Kerken in Nederland zich af. In de jaren dertig had een groep theologen, zich gegroepeerd rondom het blad De Reformatie met de Kamper hoogleraar Klaas Schilder als koploper. De reformatorische beweging wees de leer van de veronderstelde wedergeboorte die gelieerd werd aan Abraham Kuyper af.  Ook in het compromis van 1905 kon men zich niet vinden. De synode had uitgesproken “dat uit oordeel der liefde het zaad des verbonds voor wedergeboren gehouden wordt, niet wil zeggen dat allen daadwerkelijk wedergeboren zijn." De opname van de kinderen van gelovigen in het verbond zou hiermee in twijfel getrokken worden. De reformatorische beweging was van mening dat hiermee de deur werd open gezet voor geloofsonzekerheid. Schilder en de zijnen stelden het vastgrijpen van Gods beloften door middel van het onvoorwaardelijke geloof centraal. "In de weg van de geloofsgehoorzaamheid of ongehoorzaamheid komt Gods verkiezend handelen openbaar." 
Daarbij kwamen verschillen over het kerkrecht. De synode besloot langer aan te blijven en had meer bevoegdheden naar zich toegetrokken om op plaatselijk niveau in te kunnen grijpen. De bezwaarden waren het hier niet mee eens en wilden meer ruimte voor de plaatselijke gemeente. De synode van 1942 handhaafde alle besluiten en Schilder, die tijdens de Tweede Wereldoorlog ondergedoken zat, deed via de kerkenraad van Kampen de oproep aan de afgevaardigden om zich terug te trekken. Dit werd opgevat als een revolutionaire daad. 
In oktober 1942 kwam er een toelichting van de synode over de relatie van verbond, verkiezing en belofte, maar hier konden velen zich niet in vinden. Schilder riep nog op tot verdraagzaamheid, maar de synode hield voet bij stuk. Zij eiste van pas afgestudeerde theologen het synodale standpunt te onderschrijven. Op 14 januari 1944 stuurde Schilder een afschrift van zijn bezwaren naar alle kerkenraden, waarin hij aangaf instemming niet te kunnen beloven. Hierop werd Schilder en zijn geestverwant Saekle Greijdanus met 36 andere predikanten, 225 ouderlingen en 65 diakenen geëxcommuniceerd. Deze gebeurtenis leidde tot het ontstaan van een brede landelijke beweging, die uitmondde in de grote Vrijmakingsvergadering in de Lutherse Kerk van Den Haag op 11 augustus 1944. Tijdens deze vergadering werd door Schilder de Acte van Vrijmaking of Wederkeer voorgelezen en waren de Gereformeerde Kerken vrijgemaakt (GKV) ontstaan.
De Nederlands Gereformeerde Kerken
Direct begonnen de vrijgemaakten met de bouw van hun eigen minizuil binnen de reformatorische gezindte. Er ontstonden allerlei politieke en maatschappelijke organisaties, waaronder het Gereformeerd Politiek Verbond (GPV) en ook werden eigen scholen opgericht zoals het Greijdanus. De eerste tien jaren verliepen eensgezind, maar toen deden de Gereformeerde Kerken een poging om de breuk met de vrijgemaakten te herstellen. In 1959 werd door hen het besluit genomen om de gewraakte leeruitspraken van 1942 aan de kant te schuiven. Voortaan zouden alleen de uitspraken van de Drie Formulieren van Enigheid ten aanzien van verbond en doop geldig zijn.  
Deze toenadering leidde echter tot verdeeldheid binnen de GKV. Zo ontstonden spanningen over de waardering van de Vrijmaking en van de synodale Gereformeerde Kerken. In 1966 verscheen een Open Brief waarin de schrijvers zich keerden tegen 'het vrijmakingsgeloof': de gedachte dat de GKV exclusief en de enige echte ware christelijke kerk in Nederland was. Hoewel er nooit een officiële synode-uitspraak is geweest waarin dit werd vastgelegd, uitten sommige 'vrijgemaakte' prominenten zich wel zo in boek, pers en vanaf de kansel. Het ging dan om de controverse "ware kerk" tegenover "valse kerk". Binnen de GKV stond men bovendien gereserveerd tegenover de Gereformeerde Kerken vanwege de progressieve theologische ontwikkeling die sinds de jaren zestig in dit kerkgenootschap gaande was. Een deel van de kerkleden en ook hele plaatselijke kerken gingen daar tegenin. Zij vonden dat daar de oecumene gezocht moest worden waar men samenkwam rondom de belijdenis 'Jezus is Heer.' De besluiten van meerdere vergaderingen wilde men niet meer accepteren. De synode van Hoogeveen 1969 - 1970 plaatste deze gemeenten toen buiten het kerkverband. Ook werden professoren en predikanten geschorst, die daardoor niet langer binnen het verband van de GKV mochten leren en preken. Deze gebeurtenissen leidde tot een uittocht van dertigduizend kerkleden, die zich verenigden in de Nederlands Gereformeerde Kerken (NGK). 
Fusie van 2023
In de daaropvolgende decennia veranderde het merendeel van de GKV echter van standpunt en begon het bestaan van andere christelijke kerken in Nederland te erkennen. Dit leidde tot toenadering tussen de GKV en de NGK. In 2017 begonnen de twee denominaties te onderhandelen over een fusie. In 2021 is door beide kerken besloten dat de fusie zal plaatsvinden op 1 maart 2023, het jaar waarin de GKV en NGK ophouden te bestaan, om plaats te maken voor een nieuw kerkgenootschap genaamd Nederlandse Gereformeerde Kerken. Op 22 juni 2022 werd bekend dat de fusiedatum is verschoven naar 1 mei 2023. Al snel na de fusie tot de Nederlandse Gereformeerde Kerken op 1 mei 2023 werd gesproken over de toekomst van het kerkverband en werd gekeken naar de Protestantse Kerk in Nederland. De Nederlandse Gereformeerde kerkhistoricus George Harinck verwacht dat de nieuwe NGK-gemeenten ''min of meer op een natuurlijke manier'' naar de PKN-gemeenten zullen groeien. Ook Ad de Boer - een prominent kerkbestuurder - uitte zich positief over toenadering tot de PKN.
Bezwaarden vanuit de GKV organiseerden zich eerder in tweede kleine kerkverbanden: de Gereformeerde Kerken hersteld en de Gereformeerde Kerken Nederland.
Toen het kerkverband in 2023 ontstond telden het 138.379 leden en doopleden. Eind 2024 waren dat er 130.842. Het verlies gaat voornamelijk naar de Protestantse Kerk in Nederland (PKN) en evangelische kerken. Nieuwe leden komen vooral uit de Christelijke Gereformeerde Kerken (CGK), uit de PKN en evangelische kerken.

## Karakter van het kerkverband
Evenals andere kerkgenootschappen binnen het Nederlandse protestantisme, baseren de Nederlandse Gereformeerde Kerken zich op de Bijbel en de leer die is samengevat in de Apostolische geloofsbelijdenis, de Geloofsbelijdenis van Nicea, de Geloofsbelijdenis van Athanasius en de Drie Formulieren van Enigheid. In 2023 werden nieuwe formulieren voor doop, avondmaal en huwelijksbevestiging ingevoerd. Het kerkverband biedt plaatselijke kerken veel vrijheid. 
In 2024 verscheen het NGK-rapport Ruimte en richting. Hierin wordt gesteld "dat christenen in meerdere verhalen leven". Gods heilsplan, hun eigen levensverhaal, dat van de samenleving en de mensheid. Het rapport gaat uit van een symbolische interpretatie van Genesis 1 en 2. 
Op 8 maart 2025 besloot de synode dat homoseksuelen met een relatie welkom zijn aan het avondmaal en alle ambten voor hen openstaan. Als reactie op dit besluit werd door zes prominenten binnen het kerkverband, die de mening hadden "dat de synode Gods Woord hiermee buiten spel plaatst", protest aangetekend.

## Oecumene
Vanaf de jaren 1990 zijn de Gereformeerde Kerken (vrijgemaakt) samenwerkingen aangegaan met de Christelijke Gereformeerde Kerken en met de Nederlands Gereformeerde Kerken. Op enkele plaatsen heeft dit geleid tot de fusie van plaatselijke gemeenten, waarbij de gefuseerde gemeente behoorde tot twee kerkverbanden. Daarnaast ontstonden er gemeenten waarin de GKv met zowel de NGK als de CGK is gefuseerd tot één plaatselijke gemeente, zoals in Deventer, Hengelo en Lisse. Na de fusie van 1 mei 2023 zijn NGK en GKV niet meer onderscheiden, maar de samenwerkingsgemeenten met de CGK zijn gebleven.

## Universiteit
De kerken hebben een eigen Theologische Universiteit te Utrecht (TUU). Deze universiteit behoorde voorheen bij de Gereformeerde Kerken vrijgemaakt en stond aanvankelijk in Kampen (Broederweg) en heette toen Theologische Universiteit Kampen (TUK). De universiteit werkt door middel van een gezamenlijke onderzoeksgroep (BEST, Biblical Exegesis and Systematic Theology) samen met de Theologische Universiteit te Apeldoorn van de Christelijke Gereformeerde Kerken. In Utrecht is ook de Protestantse Theologische Universiteit (PThU) gevestigd, de universiteit van de  Protestantse Kerk in Nederland. Ook met deze universiteit wordt door de TUU samengewerkt.

## Archieven en documentatie
Het Archief- en Documentatiecentrum van de Nederlandse Gereformeerde Kerken (ADC) te Kampen fungeert als archiefdienst voor dit kerkgenootschap en de rechtsvoorgangers.

## Bekende personen

#### Uit de geschiedenis van de Nederlandse Gereformeerde Kerken
- Aryjan Nicolaas Hendriks (Hillegersberg, 7 januari 1934 - Amersfoort, 17 februari 2025) Predikant en universitair docent in de periode 1987 tot 1994 in Kampen. In 1977 gepromoveerd op een onderzoek naar kerk en ambt in de theologie van A. A. van Ruler. Hendriks was betrokken bij gesprekken over eenheid met de CGK. Vanaf 1994 woordvoerder in het blad Nader Bekeken voor bezwaarden binnen de GKV. Publiceerde een reeks boeken en artikelen in het tijdschrift De Reformatie.[16][17]

#### Door publicaties of activiteiten binnen en buiten eigen kring [huidige kerkelijke context]
- Jakob van Bruggen
- Barend Kamphuis
- Egbert Schuurman
- Willem Smouter
- George Harinck
- Sander Griffioen
- Ad de Boer
- Erik de Boer, (emeritus) hoogleraar kerkgeschiedenis Theologische Universiteit Utrecht.
- Ad de Bruijne, hoogleraar ethiek en spiritualiteit aan de Theologische Universiteit Utrecht. Publiceerde in 2022 het boek Verbonden voor het leven. De Bruijne stelde hierin "dat een homoseksuele relatie kan worden gezien als een variant op het huwelijk." Zijn onderbouwing was de stelling "dat we in onze tijd meer weten dan Paulus en daarom kan Paulus hierover niet het laatste woord spreken."
- Koert van Bekkum, hoogleraar Oude Testament Theologische Universiteit Utrecht (TUU)
- Peter Sinia, promoveerde in 2018 op een onderzoek naar kinderen aan het avondmaal. Voorzitter van de eerste synode van de Nederlandse Gereformeerde Kerken na de eenwording van de NGK en GKV.[18]